# Сухо-Платошино
Сухо-Платошино — деревня в Пермском районе Пермского края. Входит в состав Платошинского сельского поселения.

## Географическое положение
Расположена примерно в 5 км к юго-западу от административного центра поселения, села Платошино, и в 1 км от трассы Р-242. 

## Население
| 2010 |
| ---- |
| 12   |

## Топографические карты
- Лист карты O-40-89 Кукуштан. Масштаб: 1 : 100 000. Состояние местности на 1988 год. Издание 1990 г.